# Taranto Open 1993
Il Taranto Open 1993 è stato un torneo di tennis giocato sulla terra rossa. 
È stata la 7ª edizione del torneo, che fa parte della categoria Tier IV nell'ambito del WTA Tour 1993. 
Si è giocato a Taranto in Italia, dal 26 aprile al 2 maggio 1993.

## Campionesse

### Singolare
Brenda Schultz ha battuto in finale  Debbie Graham con il punteggio di 7–6(5), 6–2.

### Doppio
Debbie Graham /  Brenda Schultz hanno battuto in finale  Petra Langrová /  Mercedes Paz con il punteggio di 6–0, 6–4.